# 伊利丹·怒風
| \| 魔兽世界：燃烧的远征的封面照片 統治黑暗神殿的伊利丹 \| |                                                                                   |
| 地位                                                      | 法师>伊利达雷首领>外域之王>万神廟狱卒                                             |
| 別名                                                      | 背叛者/光与暗之子/外域之王/伊利达雷之王                                           |
| 職業                                                      | 狩魔獵人                                                                          |
| 種族                                                      | 夜精靈（前）、惡魔                                                                |
| 組織                                                      | 燃燒軍團（前）、伊利达雷（前）、抗魔联军                                          |
| 兄长                                                      | 瑪法里恩·怒風                                                                     |
| 嫂子                                                      | 泰蘭妲·語風                                                                       |
| 徒弟                                                      | 瓦雷迪斯·邪魂                                                                     |
| 領地                                                      | 外域黑暗神殿                                                                      |
| 所在地                                                    | 万神廟                                                                            |
| 武器                                                      | 艾辛諾斯戰刃（遗失）、神器斩炎                                                    |
| 坐骑                                                      | 屠魔者的破邪尖啸兽                                                                |
| 力量與天賦                                                | 夜精靈之力 / 無限之井魔力 / 阿特蘭提斯之力 / 古尔丹之颅 / 萨格拉斯之眼 / 恶魔变形 |
| 魔兽世界：燃烧的远征的封面照片 統治黑暗神殿的伊利丹       |                                                                                   |

伊利丹·怒風（英文：Illidan Stormrage）是美國暴雪娛樂公司發行的電腦遊戲魔獸爭霸系列與魔獸世界當中的主角之一。伊利丹在故事中是一位正反評價兩極的人物，遊走在親情、愛情當中，情勢與環境的改變讓他的一生有著傳奇的變化，因此伊利丹也是故事當中最受玩家們歡迎的超人氣主角之一。
在新版本军团再临中复活，与玩家一起对抗燃烧军团。

## 伊利丹   天賦與能力
1) 夜精靈之力：伊利丹從少年時便從精靈們身上學到不少基本作戰能力，與哥哥瑪法里恩·怒風擁有統領夜精靈族的命運，精靈們都對他倆抱有寄望，教導年輕的伊利丹有精靈的心，啟發靈魂之視。
2) 無限之井魔力：伊利丹到年盛時好奇心不斷，一直找尋自己的方向。直到發現魔法力量無可限量，沉淪於虛幻之中。夜精靈地域的世界樹，為精靈們精神力量所在，其底下的永恆之井灌通了世界樹及外世界的力量，這深深吸引著好奇年輕的伊利丹，讓他發現其力量強大得難以估計更有能力毀滅敵人。( 而夜精靈永恆的敵人就是惡魔燃燒軍團 )
3) 亞特蘭提斯之力：伊利丹在擊敗燃燒軍團的戰帥提康崔斯之後，永恆之井的魔力令他吸收了惡魔的力量使他更加強大，直至到他體內力量混沌不勘，他長出羊角及惡魔之翼，精靈蹄下散發著惡魔之火。哥哥瑪法里恩·怒風發現自己已經分不清弟弟是精靈還是惡魔，狠心下令驅逐伊利丹出精靈領土卡林多。伊利丹覺得自己被同類背叛，憤怒覆蓋了理智淹沒了思念，發誓要清除世界上每一個黑點，手刃每一個惡魔，以證自己由始至終心繫精靈絕無忘本。但他流浪異地勢孤力弱之下突發其想，憶起數十萬年前的同類因惡魔燃燒軍團於世界的出現而捲入海底，該戰寫下深海傳說亞特蘭提斯。伊利丹須要其力量的幫助，用他惡魔與精靈之力喚醒介乎兩者之間的生物那迦，這種力量令傳說中的阿特蘭提斯升回地面使大地震動，原為夜精靈的那迦因數十萬年前與惡魔的恩怨而變得仇恨，奉伊利丹為王欲要剷除燃燒軍團。
4) 古爾丹之顱：伊利丹受到再次向世界侵略的燃燒軍團統帥奇爾賈頓委托重任，阻止由人類扭曲成不死族的阿薩斯王子解放巫妖王那穌。奇爾賈頓警告過伊利丹，巫妖王一旦被解放後便無人能敵，這種力量將是燃燒軍團征服世界的巨大障礙。( 伊利丹知道目前的力量還不足以阻止燃燒軍團的侵略，幫助燃燒軍團則可以增強其惡魔力量，故暫時委屈臣服於奇爾賈頓 ) 奇爾賈頓給了伊利丹提示，想強化自己阻止巫妖王解放必須獲得古爾丹之顱，其力量的幫肋足以阻止阿薩斯等不死軍隊。

## 早期的伊利丹
伊利丹是大德魯伊瑪法里恩·怒風的雙胞胎弟弟，但生下來時與哥哥不同的是，他擁有一雙琥珀色的眼睛，這個特徵似乎也暗喻了兩人的命運大不相同。有別其它的夜精靈，當哥哥瑪法里恩選擇與通曉了德魯伊的道路與力量之時，伊利丹似乎還在尋找自己真正的方向，然而受到魔法力量所吸引而感到有興趣的伊利丹，選擇了當時潮流的道路，成為了一位法師，但後來他為追求更大的力量，放棄了自己眼睛的視力并且在身上紋上充滿力量的惡魔符文，進而獲得能夠看清不死亡靈與惡魔的心靈之眼以及惡魔的力量，成為了一位恶魔獵人。雖然孤獨，但他有更為有效的方法去獵殺惡魔－－使用黑暗之力對抗來自黑暗的敵人。
伊利丹深深愛著月之女祭司泰蘭妲·語風，但泰蘭妲與他的哥哥卻是一對情侶，而伊利丹在嫉妒與羨慕的心情下，不斷的做出與哥哥相反的事情，希望在泰蘭妲心中留下特殊的印象，進而獲得她的好感，在這過程中慢慢的也加速了兄弟兩人感情的分裂。

### 上古之戰
在燃燒軍團入侵卡林多的這段時間，伊利丹與哥哥一同對抗來自扭曲虛空無盡湧出的惡魔。而那些對永恆之井泉水魔法力量上癮的上層精靈們，在艾薩拉女王的計畫下偷偷的進行邪惡的計畫，將要引入更多的惡魔徹底的佔領全世界。最後節節敗退的暗夜精靈們決定計畫破壞永恆之井，以根絕上層精靈的力量來源以關閉傳送惡魔的傳送門，但是對魔法有著極高興趣的伊利丹並不同意這麼做，便向艾薩拉女王密告此一計畫，然後自己偷偷的到永恆之井邊汲取了七瓶水藏起來。
在戰爭到了最後一刻，永恆之井發生了大爆炸，卡林多的大地裂開來，無盡的魔法力量釋放了出來，只剩下海水與上層精靈的哀嚎一同沉入了爆炸所形成的大漩渦。伊利丹在此時來到海加爾山的山頂，將預留起來的永恆之井水倒入了山頂的湖泊，便形成了新的永恆之井。瑪法里恩無法接受弟弟的背叛與新的永恆之井的誕生。深信魔法會帶來毀滅的瑪法里恩，傷心又憤怒的把自己的弟弟囚禁在大牢中，並指派典獄長瑪翼夫·影歌看守著伊利丹。

## 混乱之治

### 重回世界
在囚禁了一萬年之後，第三次大戰當中夜精靈再度陷入苦戰，泰蘭妲不顧瑪法里恩的勸阻，殺死了牢房的守衛士兵，重新釋放了伊利丹，希望他能加入對抗燃燒軍團的行列，無奈的瑪法里恩看見弟弟的出現，雖然不信任他卻也只能讓他加入戰鬥。
伊利丹帶領一群夜精靈的士兵前往費伍德森林作戰，在戰鬥中他遇見了剛成為死亡騎士的阿薩斯，兩人決鬥數次皆不分高下，而阿薩斯也告訴了伊利丹關於古爾丹之顱的事情，聲稱只要毀滅了這件邪惡的神器，燃燒軍團的力量就會重重的被打擊。而伊利丹在取得古爾丹之顱後，並沒有摧毀它，而是吸收了其中的能量，獲得了龐大的力量，同時頭上也長出了惡魔的角，背後也長出了惡魔的翅膀，變成了半夜精半魔的生物，並使用這新的力量擊殺黑暗魔王提康崔斯。然而，見到了弟弟的模樣的瑪法里恩卻憤怒的將伊利丹趕出了夜精靈的森林。

### 命運與解放
燃燒軍團看中了伊利丹，基爾加丹找上了伊利丹並利用他，讓伊利丹摧毀巫妖王所在的寒冰王座，以換取更強大的力量作為回報伊利丹。
而持續追捕伊利丹的典獄長瑪翼夫，追逐著伊利丹來到了羅德隆，伊利丹釋放出海底的納迦跟隨他作為他的軍隊，企圖在達拉然破壞結界讓寒冰王座崩毀。然而，卻被瑪法里恩阻止，並警告了他弟弟說這麼做會破壞大地與世界。同時在戰鬥中失蹤的泰蘭妲，瑪翼夫將其嫁禍給伊利丹，說是伊利丹害死了泰蘭妲。而因尋找魔法之源的血精靈王子凱爾薩斯告訴了瑪法里恩真相，其實泰蘭妲只是跌落河中。瑪法里恩對於瑪翼夫的欺騙非常生氣，並下令逮捕了她。伊利丹則請求哥哥允許他前去尋找泰蘭妲的下落。
伊利丹發現泰蘭妲時，她正遭到天譴軍團的亡靈圍攻。伊利丹突破重圍奮戰，將泰蘭妲護送回哥哥的身邊，瑪法里恩感覺伊利丹還保有善良的一面，雖然無法原諒他的錯誤，但只能下令驅逐伊利丹，命令其永遠不能回到暗夜精靈的領地，干預暗夜精靈的生活。無奈的伊利丹同意了哥哥的決定以換來自由之身。在破壞寒冰王座行動失敗之後，為了躲避燃燒軍團的追查，伊利丹與跟隨他的納迦女爵瓦許女士，再加上追求魔法渴望的血精靈王子凱爾薩斯一同打開了傳送門，逃往了破碎的德拉諾世界，也就是被稱為外域的另一個世界。

## 冰封王座

魔獸世界2.1.0版本的宣傳圖片，圖為伊利丹與阿卡瑪，背景則是位於影月谷的黑暗神廟與納迦的軍隊

### 外域的霸主
伊利丹決定除去外域所有燃燒軍團的部隊，好讓基爾加丹的眼線無法找到他，於是率領部隊突襲了位於影月谷的黑暗神廟，途中破碎者的精英部隊首領阿卡瑪也加入了伊利丹的陣容。伊利丹擊敗了神廟內的深淵魔領主瑪瑟里頓之後，將他囚禁在獸人的大型軍事基地地獄火堡壘當中，正式成為君臨天下的外域霸主。此時基爾加丹再度出現在伊利丹的面前，並且要求他直接前往北方的諾森德大陸，親自摧毀寒冰王座。
巫妖王耐奧祖呼喚著阿薩斯前來諾森德，而阿薩斯也突破萬難來到了寒冰王座前，遇到了正準備破壞寒冰王座的伊利丹，兩人展開了激烈的決鬥，最後伊利丹失敗了，身受重傷的他躺在雪地當中，而瓦許女士與凱爾薩斯將他帶回外域。

## 燃烧的远征

### 黑暗神廟
如今伊利丹位於黑暗神廟中，整天回想著當時與阿薩斯的決鬥，幻想自己才是真正的勝利者，陷入了無盡的惡夢與瘋狂之中。最終伊利丹被瑪翼夫與冒險者組成的征討隊伍擊敗時，伊利丹亦告訴瑪翼夫，獵人失去了獵物便一無所有，便倒在瑪翼夫的面前氣絕身亡。而他的遺體也被瑪翼夫·影歌帶到看守者之巢封印。

## 軍團再臨

### 抗魔联军
來自平行世界的古爾丹攻擊了守護者地窟從瑪翼夫手里奪走了伊利丹的屍體，將伊利丹的靈魂抽離送入扭曲虛空，並且希望用其作為薩格拉斯靈魂的容器。
古尔丹被击败后，伊利丹从一块古尔丹曾试图操控的水晶中被释放出来；然后伊利丹杀死了古尔丹。此时燃燒軍團的基尔加丹再临，伊利丹作为引路人带领抗魔联军进攻萨格拉斯之墓且击败基尔加丹。伊利丹运用萨格莱钥石和燃烧军团星舰的力量，将阿古斯星球传送到艾泽拉斯附近并与维纶为首的联军进军阿古斯。 在救出圣光军团不久后，伊利丹遇到了始祖纳鲁澤拉。澤拉認定伊利丹將要终结惡魔，並稱其為光與暗之子。泽拉要求伊利丹放弃自己的邪能力量，并强迫伊利丹接受所谓的“命运”，即投入圣光的能量中。此举让伊利丹大为恼怒，他用眼棱摧毁了泽拉，并宣称凡人的命运该由自己掌握。

### 军团覆灭
在安托鲁斯，燃烧王座的最后敌人，寂灭者阿古斯被击败后，伊利丹选择留在复活的泰坦诸神身边充当萨格拉斯的狱卒，他说他一生所做的一切都是为了那一刻，最后一次面对萨格拉斯。当萨格拉斯被拉离艾泽拉斯时，伊利丹最后一次被看到手握斩炎利刃，站在万神殿中萨格拉斯的王座前。他将以一个胜利的猎手的身份永远看管和囚禁他的猎物。随着万神殿的胜利，这支横行宇宙、为上亿种族带来毁灭梦魇的恶魔军队燃燒軍團终于被彻底击败，燃烧的远征也到此结束。他留下了一个信息水晶，向泰兰德和玛法里奥解释了他的决定，以及给玩家角色的最后一条信息，把艾泽拉斯的未来交给了他们。